# Porte-de-Seine
Porte-de-Seine ist eine französische Gemeinde mit 209 Einwohnern (Stand: 1. Januar 2022) im Département Eure in der Region Normandie. Sie gehört zum Arrondissement Les Andelys und zum Kanton Val-de-Reuil.
Sie entstand als Commune nouvelle mit Wirkung vom 1. Januar 2018 durch den Zusammenschluss der früher selbstständigen Gemeinden Porte-Joie und Tournedos-sur-Seine, die in der neuen Gemeinde den Status einer Commune déléguée haben. Der Verwaltungssitz befindet sich im Ort Porte-Joie.

## Geografie
Porte-de-Seine liegt etwa 25 Kilometer südsüdöstlich von Rouen an der Seine. Umgeben wird Porte-de-Seine von den Nachbargemeinden Val-de-Reuil im Norden und Westen, Vatteville im Nordosten, Connelles im Osten, Herqueville im Osten und Südosten, Andé im Süden, Saint-Pierre-du-Vauvray im Süden und Südwesten sowie Saint-Étienne-du-Vauvray im Westen.

## Gliederung
| Ortsteil                     | ehemaliger INSEE-Code | Fläche (km²) | Einwohnerzahl (2022) |
| ---------------------------- | --------------------- | ------------ | -------------------- |
| Porte-Joie (Verwaltungssitz) | 27471                 | 5,91         | 101                  |
| Tournedos-sur-Seine          | 27651                 | 6,65         | 0108                 |

## Sehenswürdigkeiten

### Porte-Joie
- Kirche Sainte-Colombe aus dem 15./16. Jahrhundert
- Pfarrhaus aus dem 18. Jahrhundert
- Herrenhaus von Le Port-Pinché aus dem 17. Jahrhundert

### Tournedos-sur-Seine
- Kirche Saint-Saturnin
- Herrenhaus
- Schloss Pampou

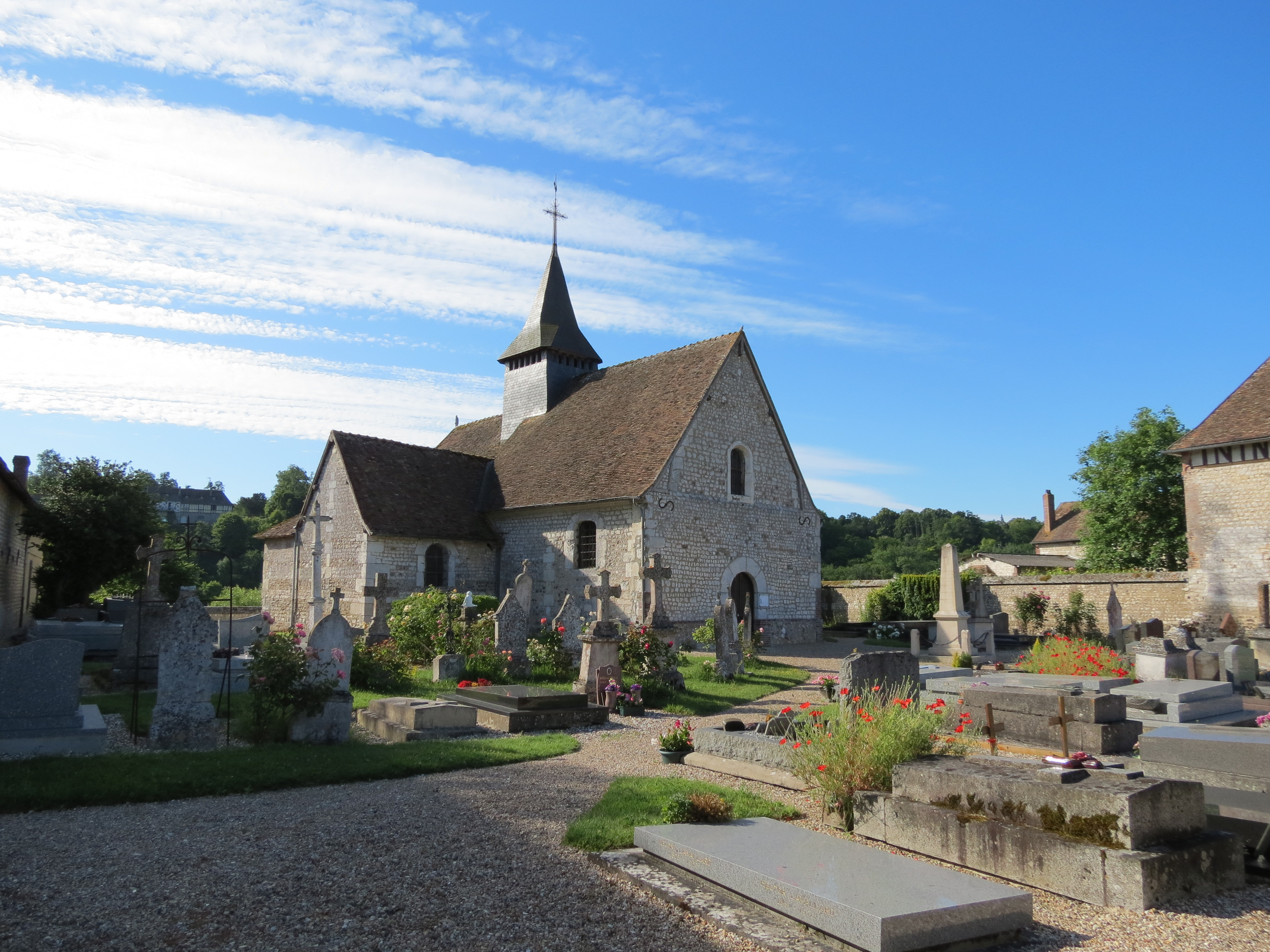
Kirche Sainte-Colombe
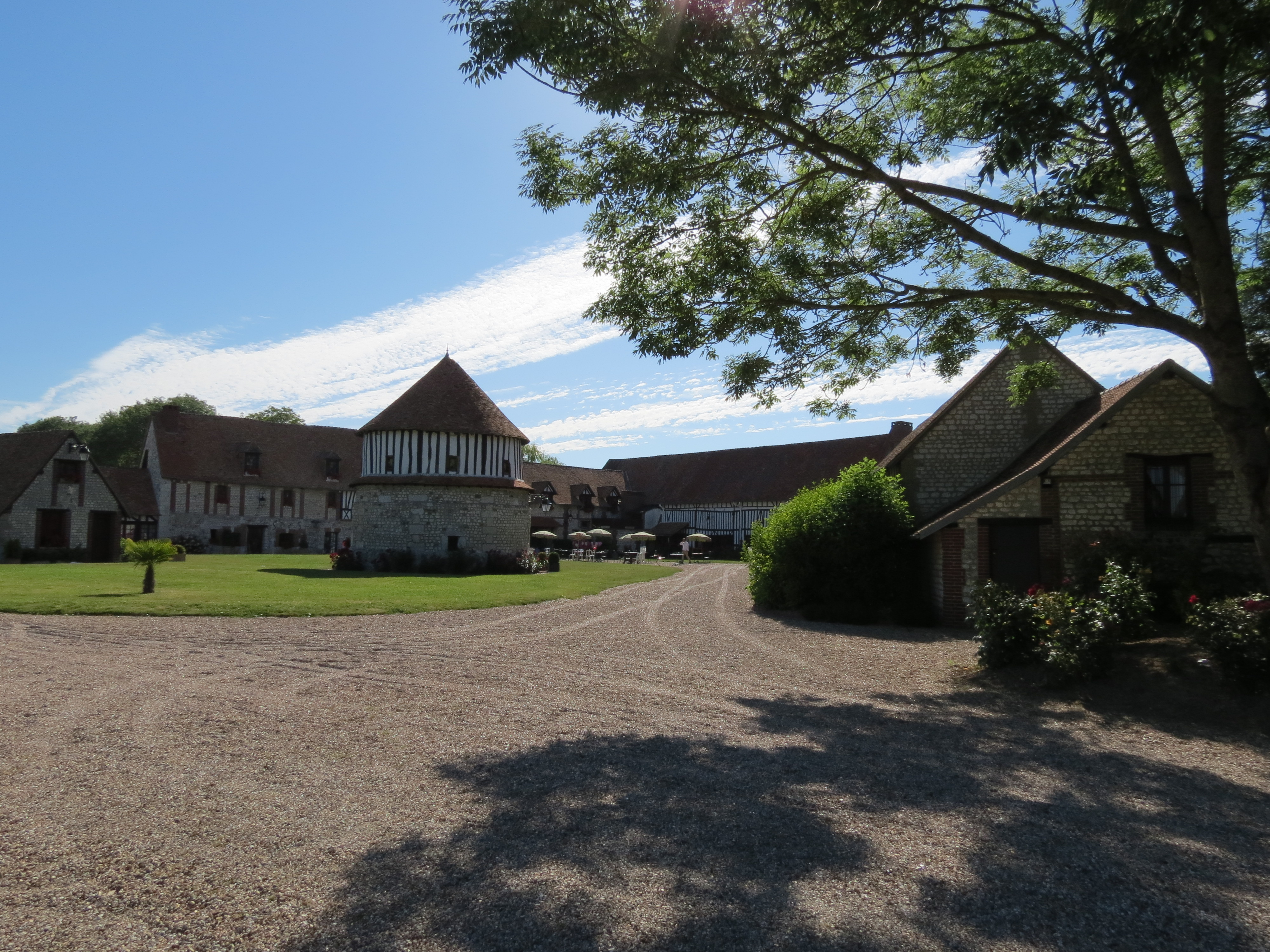
Herrenhaus von Le Port-Pinché